# HYS The Hague
HYS The Hague – holenderski klub hokejowy z siedzibą w Hadze.
W klubie grał Aleksandr Sieliwanow, który od 2011 do 2013 był także trenerem drużyny.

## Chronologia nazw
- HHIJC Den Haag (1933–1996)
- HIJS Hoky Den Haag (1996–2006)
- HIJS Calco Wolves (2006–2007)
- HYS The Hague (2007-)

## Sukcesy
- Złoty medal mistrzostw Holandii (14 razy): 1938, 1939, 1953, 1954, 1955 (gdy nie istniała Eredivisie) oraz 1946, 1948, 1965, 1966, 1967, 1968, 1969, 2009, 2013, 2018 (Eredivisie)
- Puchar Holandii (2 razy): 1938, 2012
- Puchar Morza Północnego (2 razy): 2011, 2012
- Awans do trzeciej rundy Pucharu Kontynentalnego: 2010
- Druga runda Pucharu Kontynentalnego: 2012